# Miniature de Palekh

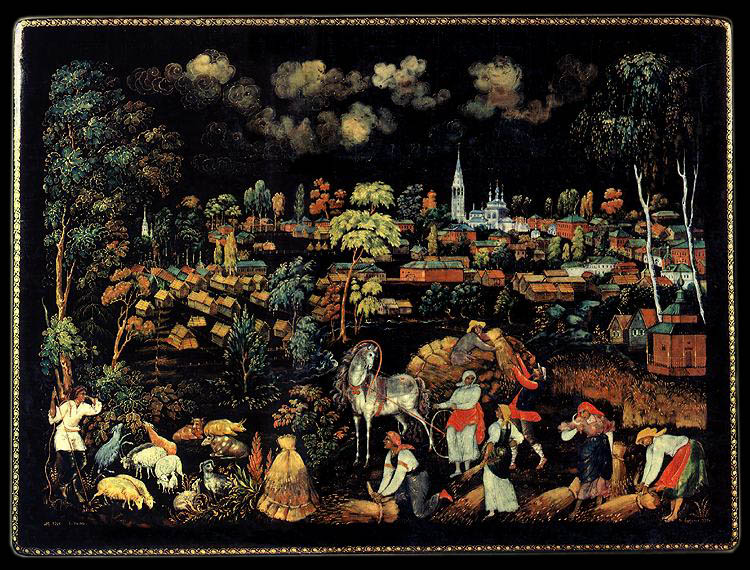
Village de Palekh. coffret de 1934 par I. M. Bakanov.

La miniature de Palekh (en russe : П́алехская миниат́юра) est un artisanat populaire qui s'est développé dans le village de Palekh (oblast d'Ivanovo) en Russie. Il s'agit de miniatures laquées, réalisées à tempera sur un support à base de papier-mâché. Ce sont, habituellement, des boîtes, des coffrets, des cendriers, des porte-cigarettes, des broches, des poudriers qui servent de supports à ces miniatures.

## Histoire
Le village de Palekh était déjà réputé pour ses artistes avant l'époque de Pierre Ier le Grand. L'épanouissement de la peinture de miniature est atteint à la fin du XVIIIe et début du  XIXe siècle. Le style local s'est formé sous l'influence de l'école de peinture de Moscou, de l'école de Novgorod de l'École Stroganoff et de l'École de Iaroslavl. Les artistes de Palekh s'intéressaient aussi à la peinture monumentale, à la fresque, aux icônes, et participaient à la restauration d'églises, de cathédrales, d'édifices parmi lesquels : le Palais à Facettes, le Kremlin de Moscou, la Laure de la Trinité-Saint-Serge, le Couvent de Novodievitchi.
En 1882 est entrepris le rétablissement du décor de la salle du Palais à Facettes du kremlin de Moscou. Les fresques du XVIe siècle avaient été recouvertes d'enduits à plusieurs reprises. Ce sont les frères Bielooussov, artistes originaires de Palekh qui vont restituer au Palais son ancien décor en utilisant une description minutieuse de celles-ci faite en 1672 par Simon Ouchakov. Les caractéristiques de l'école de Palekh vont se refléter clairement dans leur restitution : primauté de l'élément narratif, intérêt pour le détail, accentuation des lignes de contours. Les sujets traités sont tirés de la Bible et de l'histoire russe .
Après la Révolution d'Octobre, les artistes de Palekh sont obligés de trouver des nouvelles formes de réalisation de leur potentiel artistique. En 1918, ils se regroupent dans un artel d'art décoratif de Palekh qui se spécialise dans la peinture sur bois. Les créateurs du style dit de Palekh sont Ivan Ivanovitch Golikov et Alexandre Alexandrovitch Glazounov, dans l'atelier moscovite desquels sont réalisés les premières miniatures de style Palekh. Les artistes de Palekh apprennent à utiliser le nouveau support qu'est le papier-mâché, apparu déjà pour la création des miniatures de Fedoskino au XVIIIe siècle. Ces maîtres apprennent à utiliser cette nouvelle matière et lui adjoignent leur technique de la tempera pour icône ainsi que leur style de peinture. Les premières miniatures de Palekh sur papier-mâché sont réalisées et présentées pour une exposition artisanale et agricole de toute la Russie qui a lieu en 1923, où ces maîtres reçoivent leur diplôme d'artiste de 2e degré .
Le 5 décembre 1924, sept artistes de Palekh se regroupent au sein d'un artel de la peinture ancienne. En 1925, les miniatures de Palekh sont exposées à Paris à l'Exposition internationale des Arts décoratifs et industriels modernes de 1925.
Une union des artistes de Palekh apparaît en 1932, et, en 1935, cette union devient l'« Association des artistes de Palekh ». En 1954, sont organisés des ateliers de production aidés par le Fond des artistes de l'URSS.

les quatre centres de miniature russes autour de Moscou : Fedoskino, Mstiora, Palekh, Kholoui

## Formation en miniature de Palekh
En 1928 s'est ouverte une école professionnelle de peinture ancienne à Palekh, dont le cursus était étalé sur quatre années. En 1935 l'école devient un tekhnikoum artistique. En 1936 son statut est modifié en Comité de l'Union soviétique pour les domaines artistiques et prend le nom de « école artistique A. M. Gorki » ( Oulitsa Chouitskaïa no 18 à Palekh). En 2017 cette école continuait à former des artisans spécialisés en peinture de miniature Palekh sous la direction de Mikhaïl Beloussov.

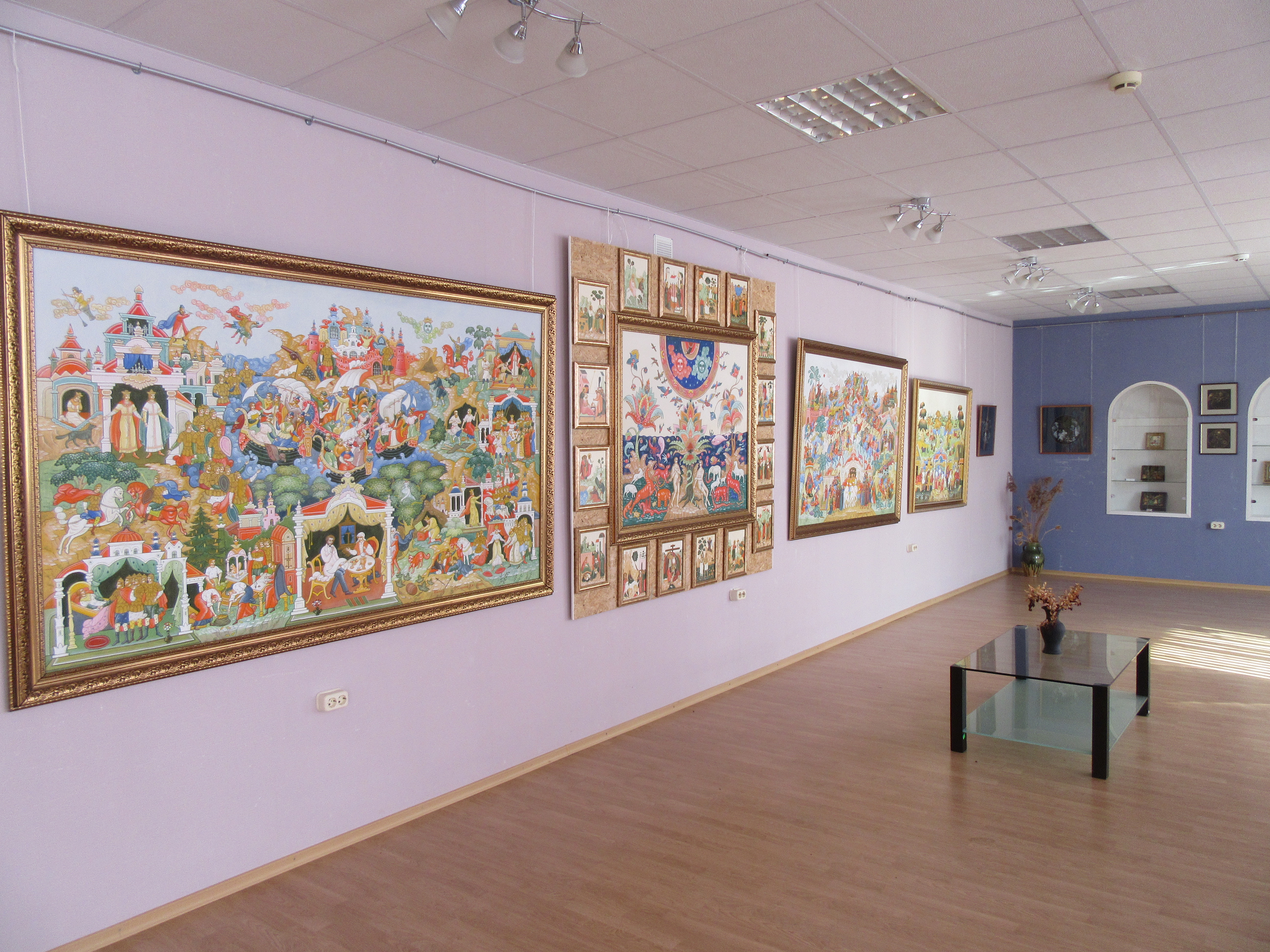
Salle d'exposition de l'Institut Gorki des beaux arts à Palekh
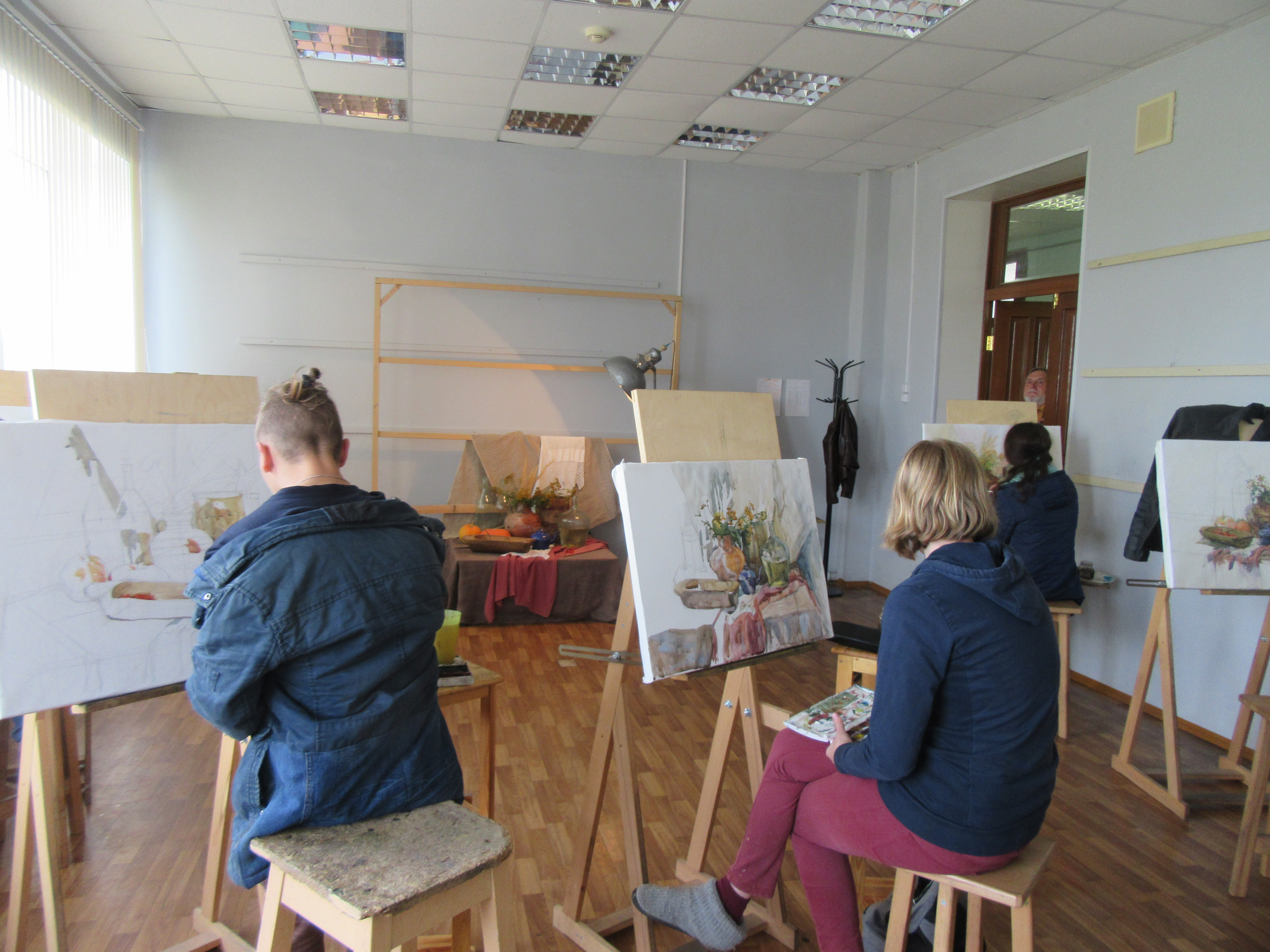
Étudiants de l'Institut Gorki à Palekh
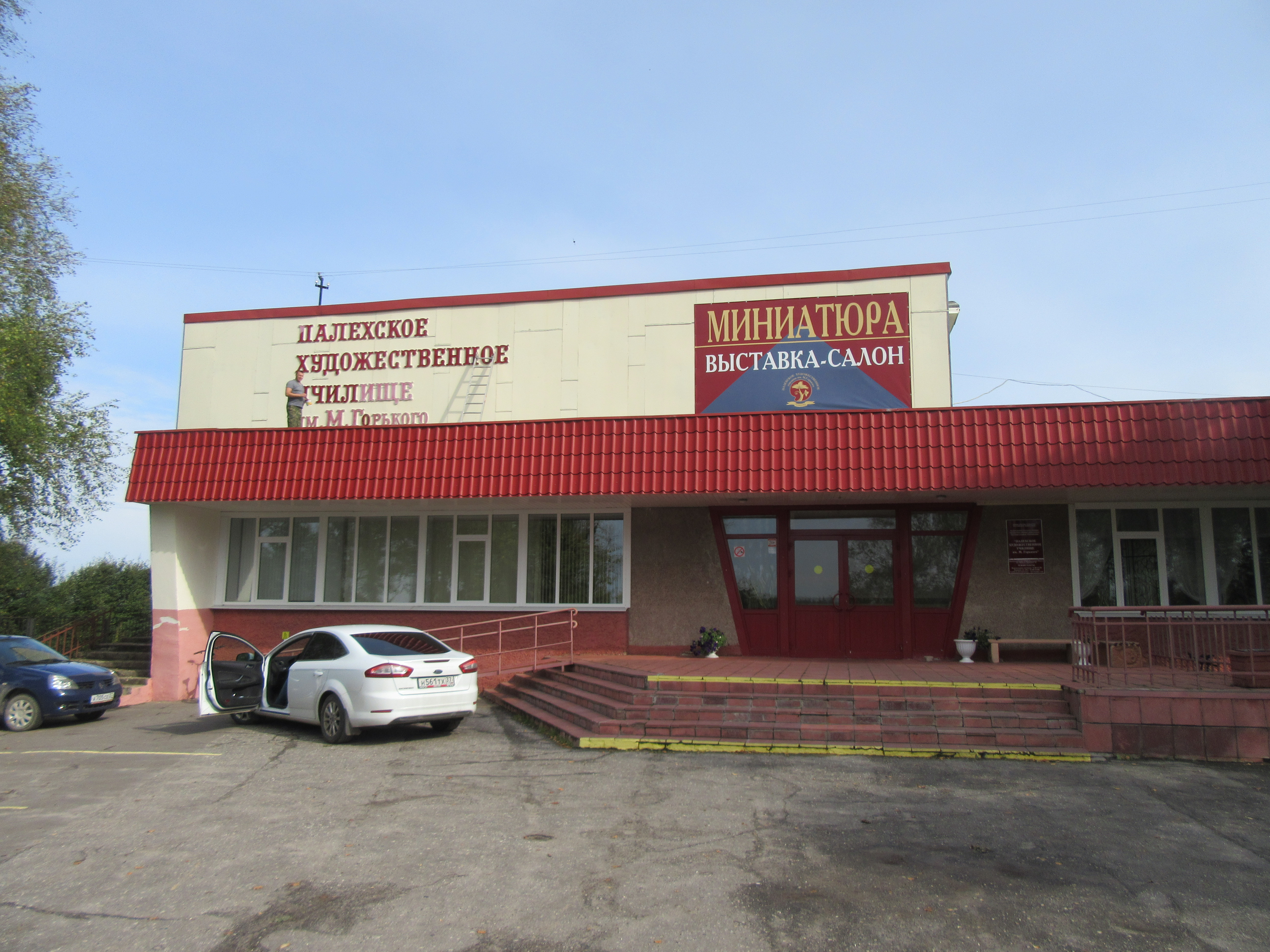
Institut d'enseignement artistique Gorki à Palekh

## Particularités
Les sujets des miniatures de Palekh sont empruntés à la vie quotidienne, à la littérature : classique, de contes, de byline, et lyrique. Les œuvres sont réalisées à la détrempe sur un fond d'or et noir.

## Galerie

Timbres-poste d'URSS représentant des miniatures Palekh
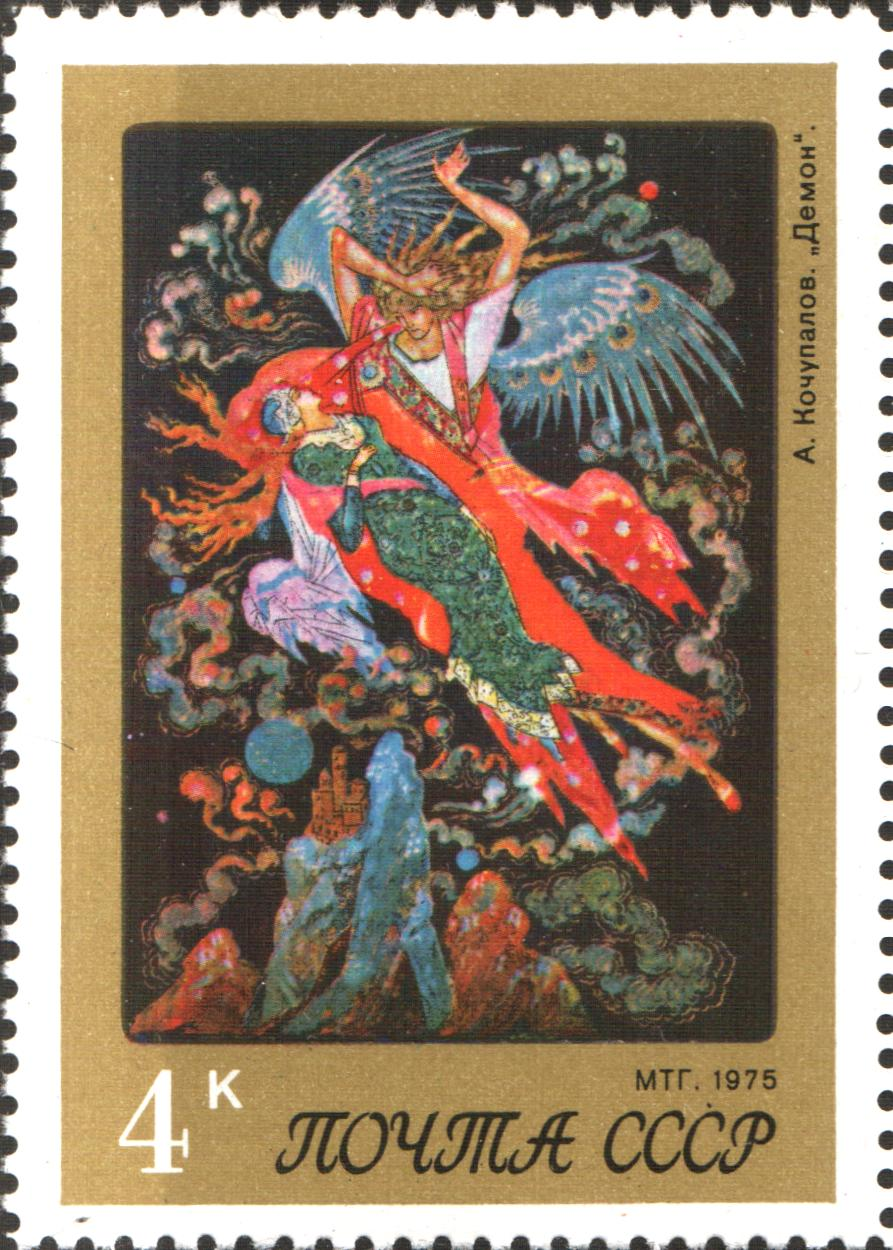
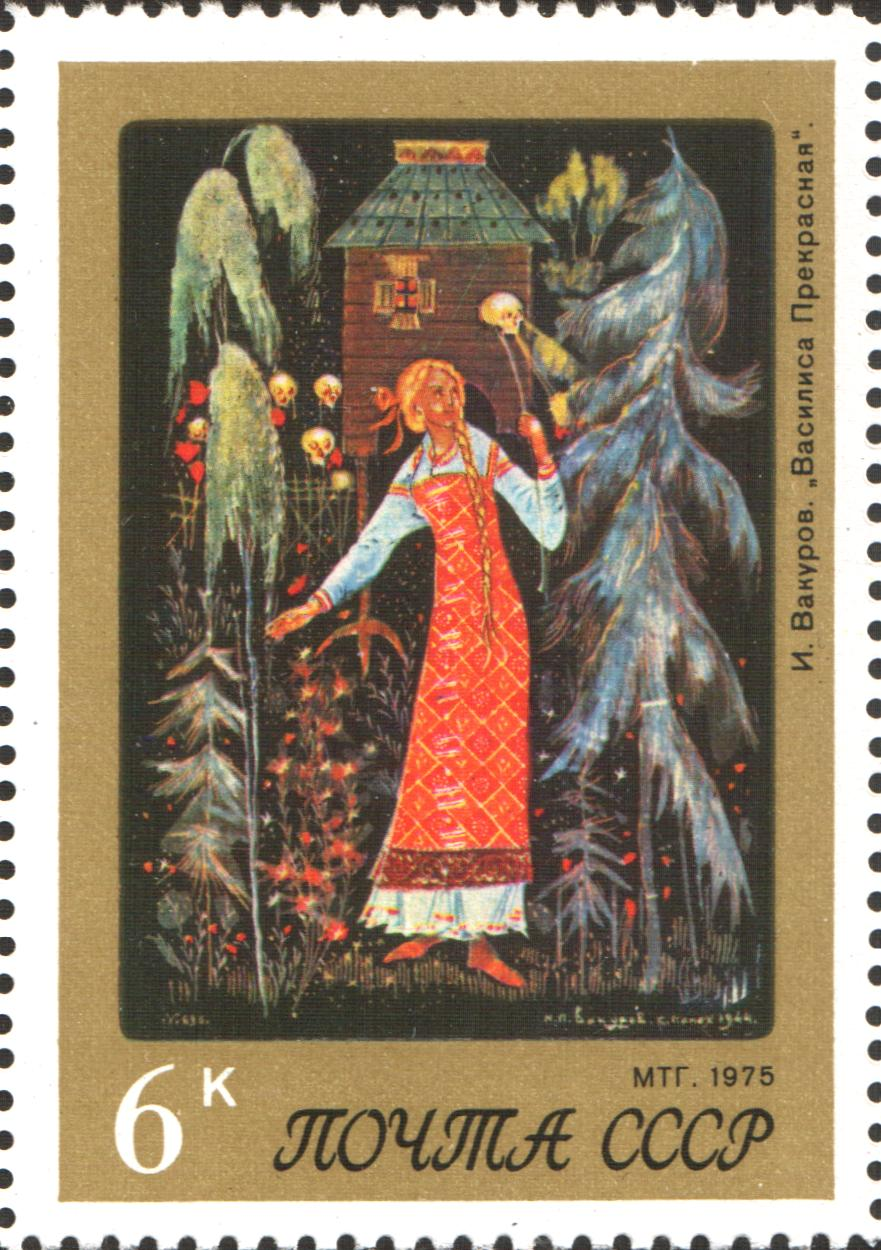
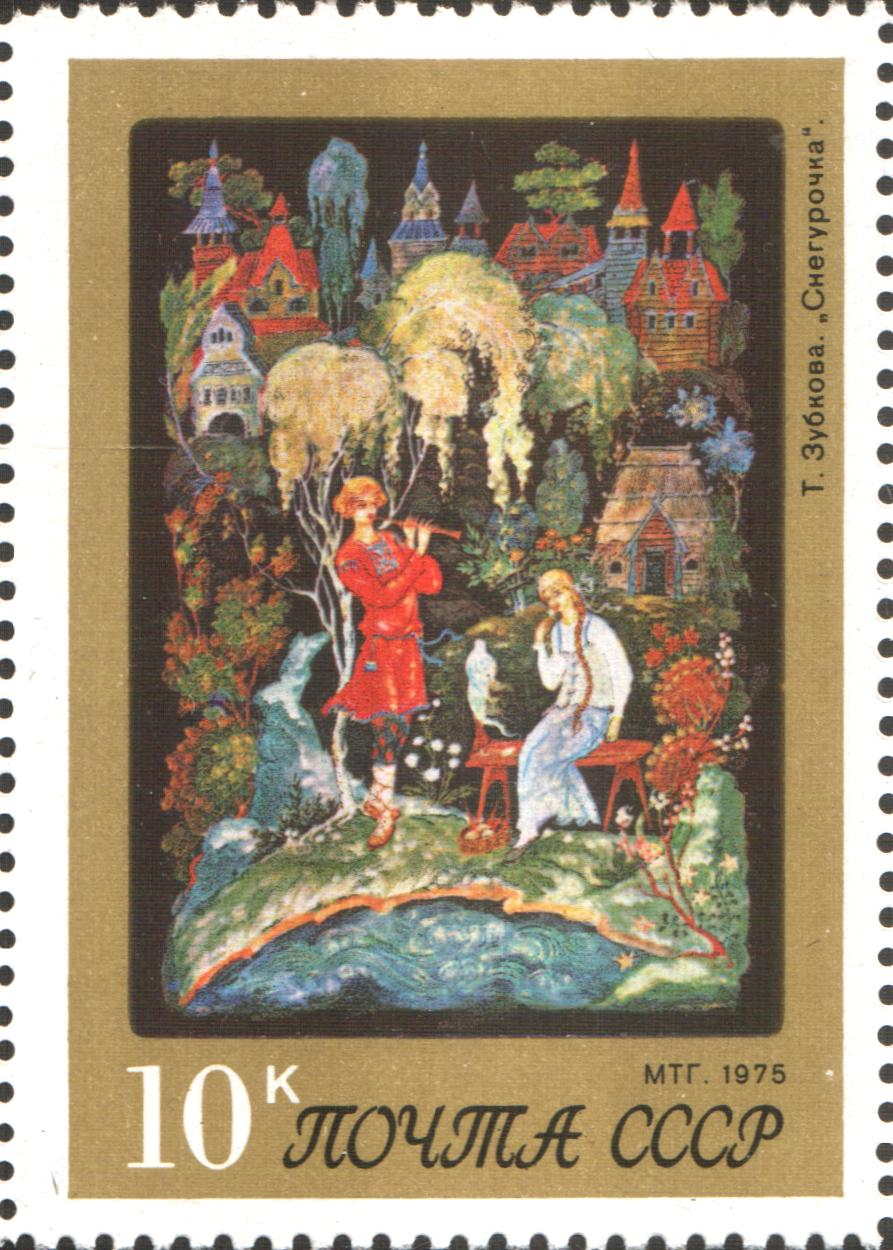
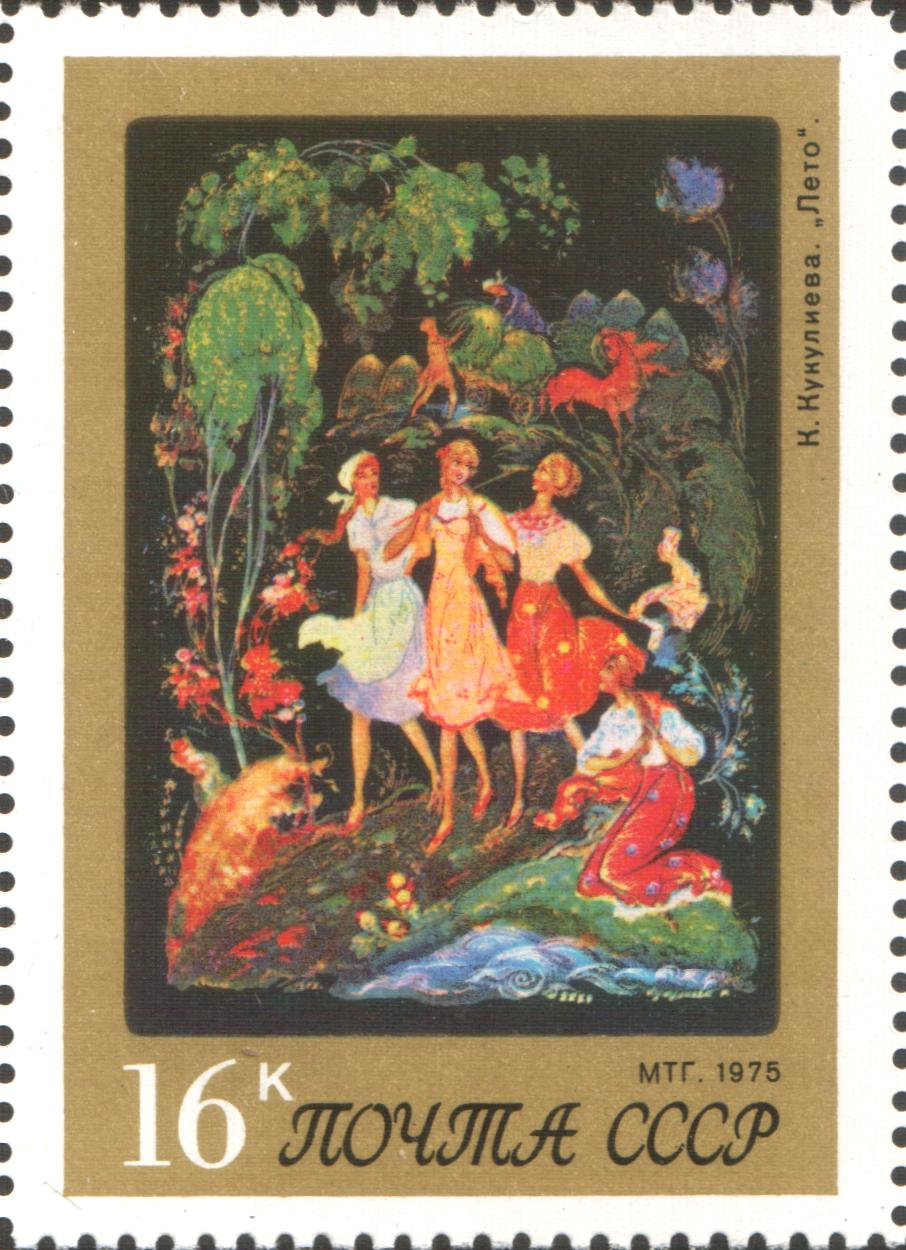

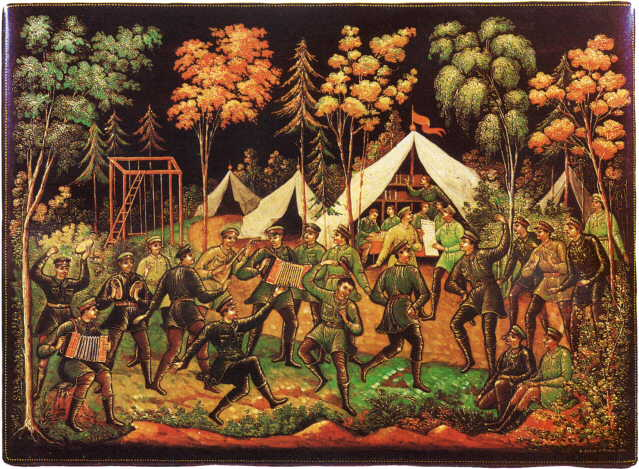
l'Armée rouge
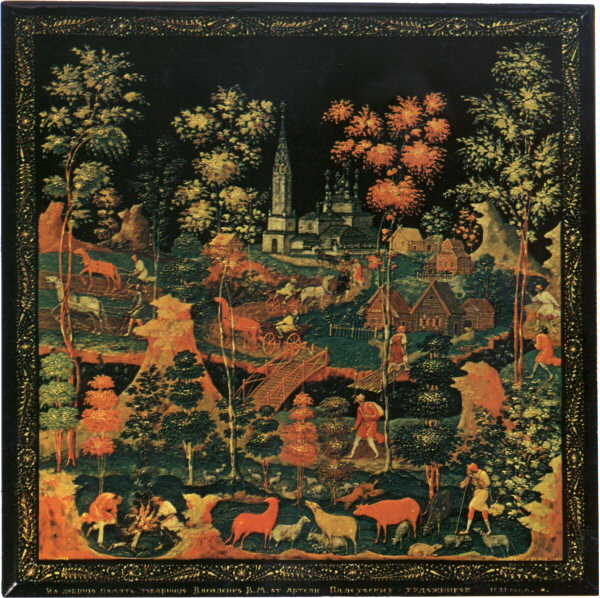
ville de Palekh
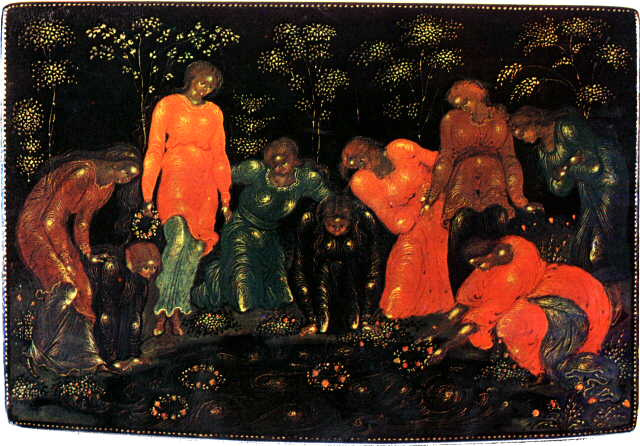
Divination
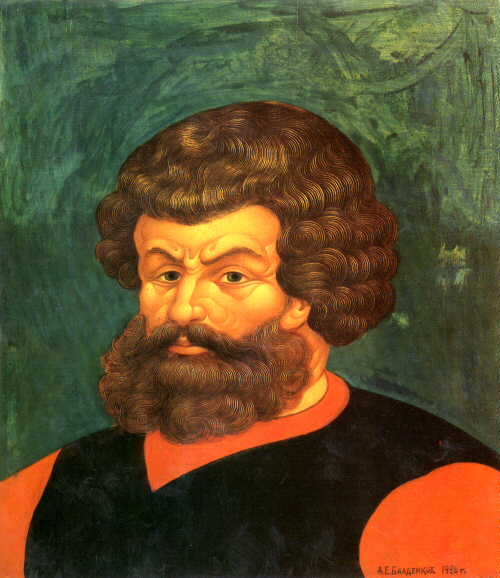
paysan de Palekh
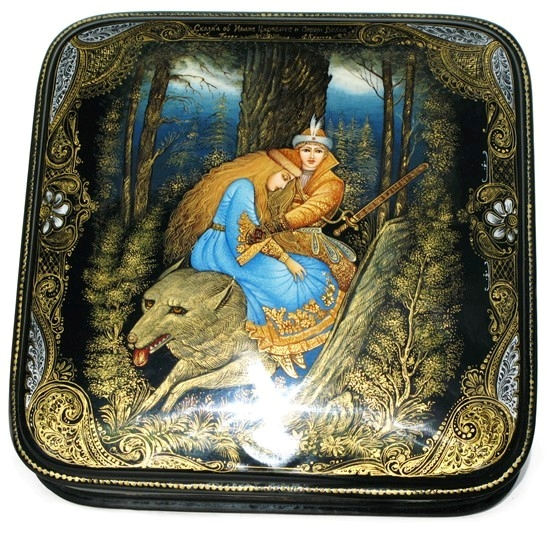
d'après  Ivan Tsarévitch chevauchant le loup gris de Victor Vasnetsov